# タラットスクス亜目
タラットスクス亜目（タラットスクスあもく）とは前期ジュラ紀から前期白亜紀にかけて生息したワニ形上目新鰐類のうち、海生種と半海生種からなるグループである。そのため、このグループは俗に海ワニ(英語ではmarine crocodilesやsea crocodiles)と呼ばれる。ワニ目の中でも水中生活によく適応した分類群であり、一部の種はサメのような尾鰭と鰭状の手足を発達させ、完全な水中生活へと移行した。

## 概要
タラットスクス亜目はFraas(1901)によって提唱された。古典的な分類ではワニ目、中鰐亜目に属する。この分類群を中鰐亜目の中に置く場合はタラットスクス下目となる。しかし分岐分類学的概念では、側系統群である中鰐亜目は無効となるため、最近はタラットスクスを独自の亜目に立てる場合が多い。タラットスクス亜目は現在のワニ(正鰐類)に繋がる系統から比較的早期に分岐し、子孫を残さずに絶滅した。現在のイリエワニが沿岸部に生息し、海水中でも活動することから「海ワニ」などと呼ばれることもあるが、タラットスクス亜目と現在のワニとの間に直接の系統関係はない。

## 系統・分類
タラットスクス亜目は半海生のテレオサウルス科と、より海中生活に適応したメトリオリンクス科の2科からなる。
テレオサウルス科のうち初期の数種は非海成層から見つかっており、原始的な種類は陸上中心の生活を営んでいたのかもしれない。
ペラゴサウルス属の分類は混乱しており、テレオサウルス科に含める説やテレオサウルス科とメトリオリンクス科の姉妹群とする説がある。一方で、ペラゴサウルス属をメトリオリンクス科の基底的な属とする説もある。本項目ではペラゴサウルス属をテレオサウルス科の中に含めた。

### テレオサウルス科

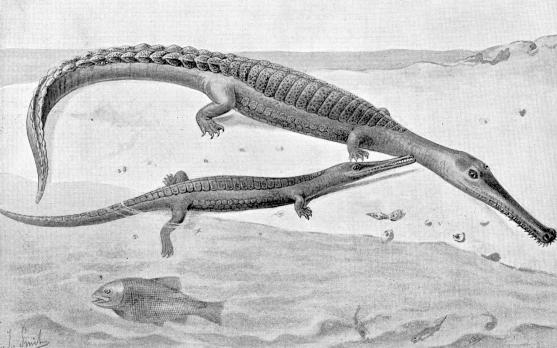
1894年に描かれたテレオサウルスの復元図

テレオサウルス科はジュラ紀前期(トアルシアン)から白亜紀前期にかけて生息した。
テレオサウルス科の特徴は現世のガビアルのように細長く伸びた吻部である。これで魚などの小動物を捕食していたと考えられている。皮骨板を持ち、手足も鰭にはなっていなかった(水かき程度はあったかもしれない)。
化石はアフリカ(エチオピア、マダガスカル、モロッコ)、ヨーロッパ(イギリス、フランス、ドイツ、イタリア、ポルトガル、ロシア、スイス)、北アメリカ(オレゴン州)、南アメリカ(アルゼンチン)、インドから見つかっている。また中国からもこのグループと思しき化石が見つかっている。

### メトリオリンクス科

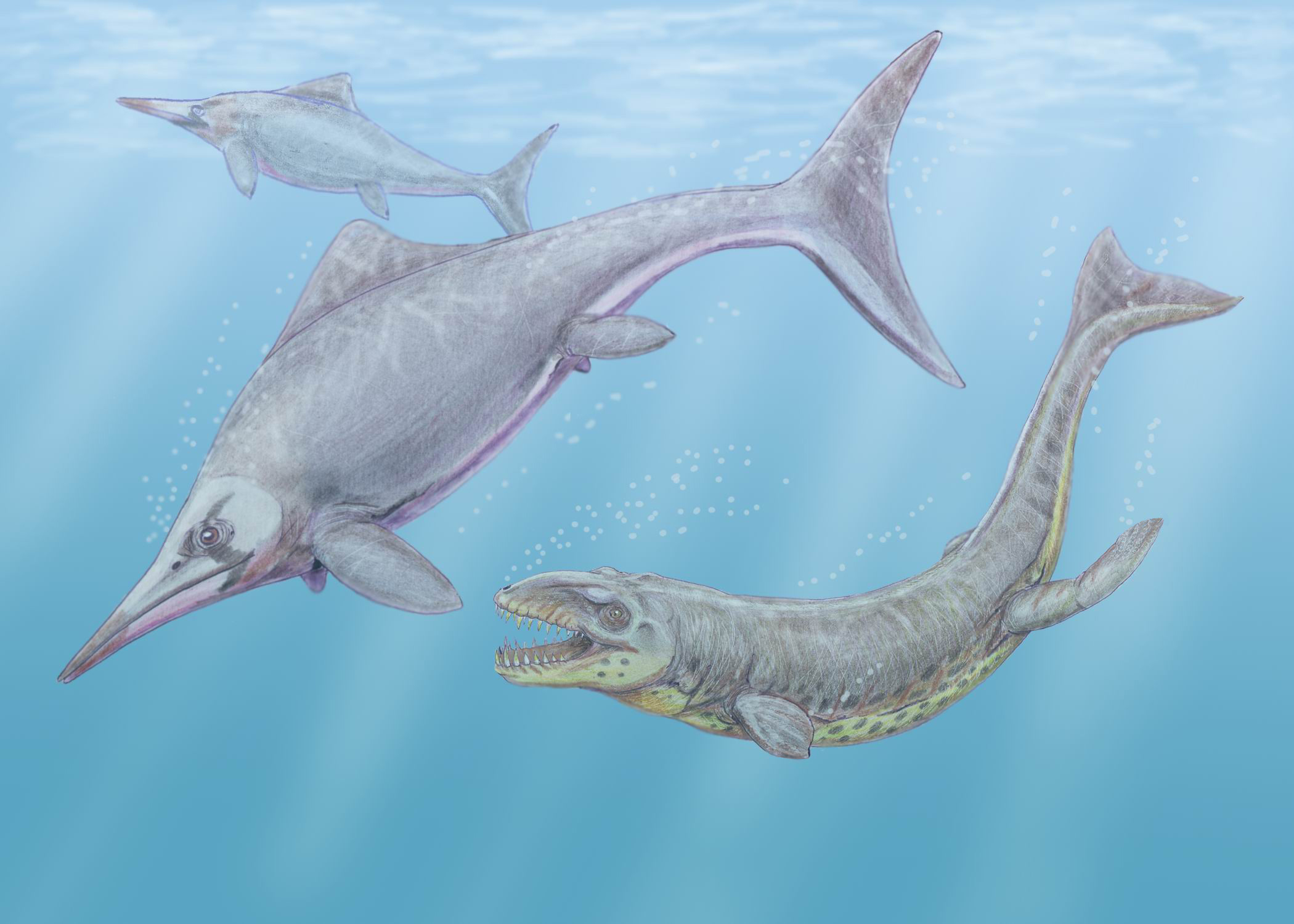
ダコサウルスが魚竜(Caypulisaurus)を襲撃している想像図

メトリオリンクス科はジュラ紀中期(バジョーシアン)から白亜紀前期(ヴァランジニアン)にかけて生息した。
前足は縮小して鰭状になり、皮骨板は退化した。水中生活のため体は大型化し、サメの尾びれを逆さまにしたような逆異尾型の尾びれを持っていた。メトリオリンクス科は外洋での水中生活に完全に適応した主竜形類唯一のグループである(ただし水鳥を除く) 。手足を鰭状に変化させ、尾びれを発達させ、流線型の体型で水中生活に適応していった進化のパターンは同時代の魚竜や後代のモササウルス科と共通しており、一種の収斂現象と見なすことができる。
メトリオリンクス科はオーストリアの動物学者Leopold Fitzingerによって1843年に提唱された。メトリオリンクス科はメトリオリンクス亜科とゲオサウルス亜科に分けられる。メトリオリンクス亜科の頭骨は細長く華奢であることから、メトリオリンクス亜科は魚類や頭足類などの小動物を中心に捕食していたと考えられる。一方、ゲオサウルス亜科の頭骨は頑丈で前後に短く、歯には鋸歯が発達することから、ゲオサウルス亜科は大型の脊椎動物を捕食していたと考えられる。
メトリオリンクス科の化石は南アメリカ(アルゼンチン、チリ)と北アメリカ(メキシコ)、ヨーロッパ各地(イギリス、フランス、ドイツ、イタリア、ポーランド、ロシア、スイス)から見つかっている。

### 科・属のリスト

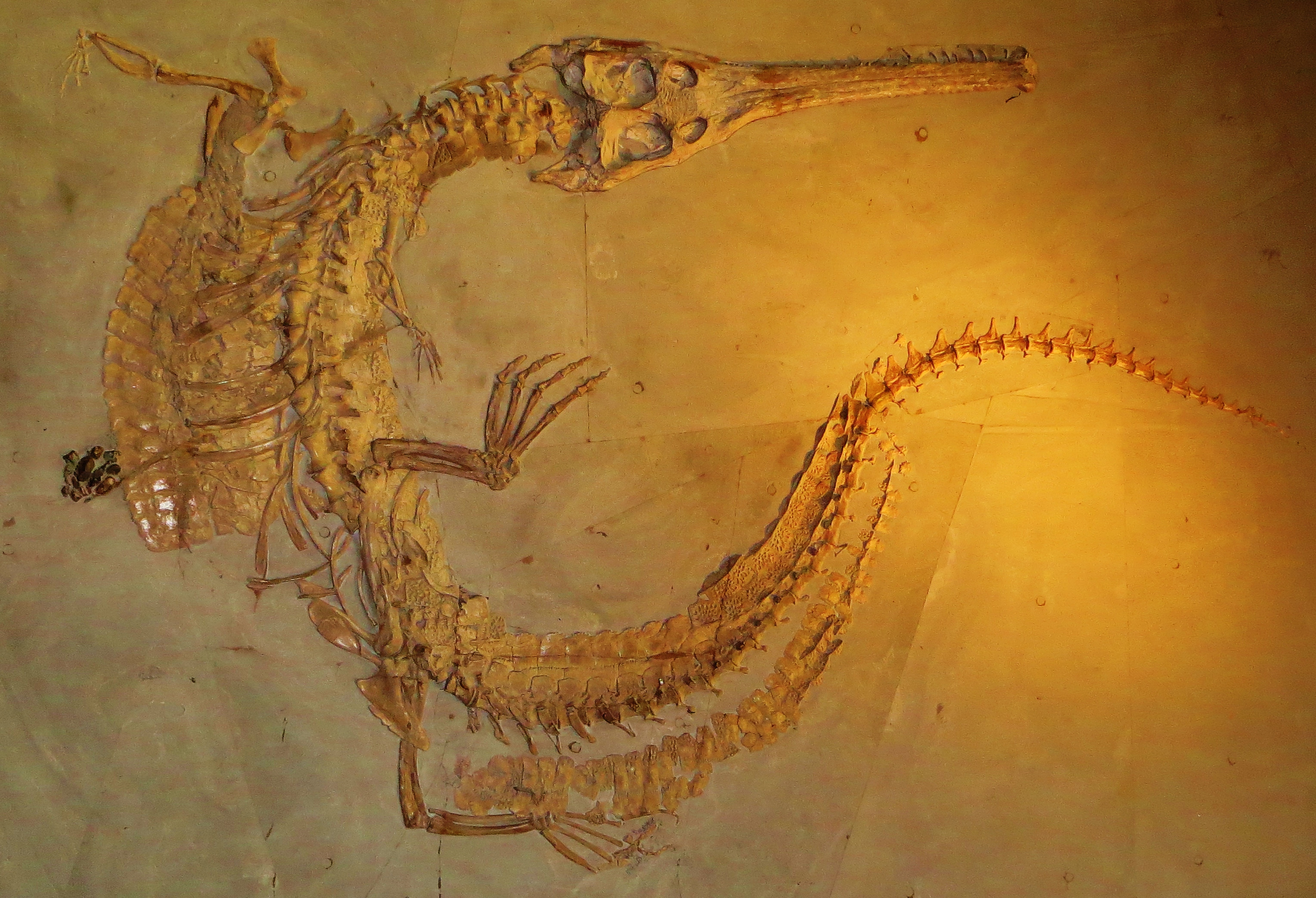
ステネオサウルスの骨格標本。背中側と腹側の皮骨板が確認できる

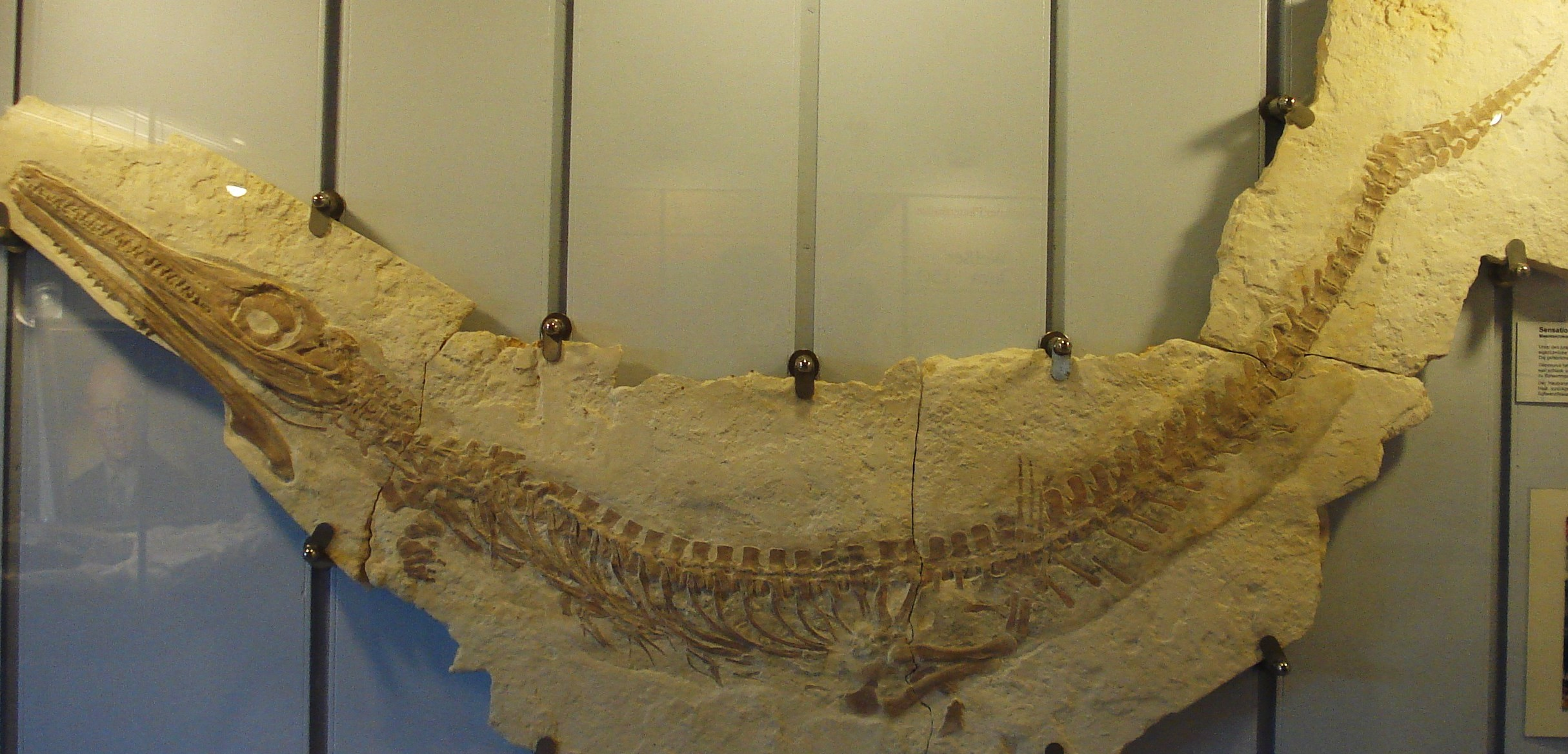
ゲオサウルスの骨格標本。尾椎が途中で折れ曲がっている箇所にサメの尾を逆さにしたような逆異尾型の尾びれがあったと推定されている

- テレオサウルス上科 Teleosauroidea
  - アエオロドン Aeolodon
  - マキモサウルス Machimosaurus　テレオサウルス科の中で唯一白亜紀まで生存した属である。またM. rex種は推定全長が9.6m以上になるタラットスクス亜目の最大種である[4]。
  - ペイペースクス Peipehsuchus
  - ペラゴサウルス Pelagosaurus
  - プラティスクス Platysuchus
  - セリコドン Sericodon
  - ステネオサウルス Steneosaurus
  - テレオサウルス Teleosaurus
- メトリオリンクス上科 Metriorhynchoidea
  - メトリオリンクス科 Metriorhynchidae
    - クリコサウルス Cricosaurus
    - グラキリネウステス Gracillineustes
    - マレディクトスクス Maledictosuchus
    - メトリオリンクス Metriorhynchus
    - ネウストサウルス Neustosaurus　クリコサウルスのシノニムである可能性がある
    - ラケオサウルス Rhacheosaurus

  - ゲオサウルス科 Geosaurinae
    - ネプトゥニドラコ Neptunidraco
    - プラニサウルス Purranisaurus
    - スコドゥス Suchodus
    - ティラノネウステス Tyrannoneustes
    - ゲオサウルス族 Geosaurini
      - ダコサウルス Dakosaurus
      - ゲオサウルス Geosaurus
      - プレシオスクス Plesiosuchus
      - トルヴォネウステス Torvoneustes

## 生態
- タラットスクス亜目については、同時代の魚竜や首長竜のように繁殖に関する手がかりが発見されていない。そのため、彼らがどのように交尾したのか、卵生か胎生か、繁殖したのは陸上か海中か、何も分かっていない。
- ドイツ南部の上部ジュラ系ゾルンホーフェン石灰岩からはステネオサウルス、ゲオサウルス、ダコサウルス、クリコサウルス、ラケオサウルスの5属のタラットスクス亜目が見つかっているが、これらはそれぞれ捕食対象を分けることで棲み分けていたと考えられる(i.e. ゲオサウルス・ダコサウルスは魚竜・首長竜などの大型脊椎動物を捕食、ステネオサウルス・クリコサウルス・ラケオサウルスは魚類・頭足類などの小動物を捕食)。
- 近年の研究では、メトリオリンクスは塩腺を持っており、海水から水分補給が可能だったと考えられている[15]。このことは、メトリオリンクスは生理学的に完全に海中生活に適応していたことを示している。
- ジュラ紀後期にヨーロッパに生息していた巨大な硬骨魚のリードシクティスの骨格からはメトリオリンクスの歯が発見されている。以前はメトリオリンクスがリードシクティスに襲いかかった証拠とされてきた[16]が、近年ではメトリオリンクスがリードシクティスの死体を漁った可能性も指摘されている。他にもメトリオリンクスが首長竜の死体を漁っていた痕跡も見つかっており[17]、メトリオリンクスは日常的に腐肉を食べていたのかもしれない。

## 画像

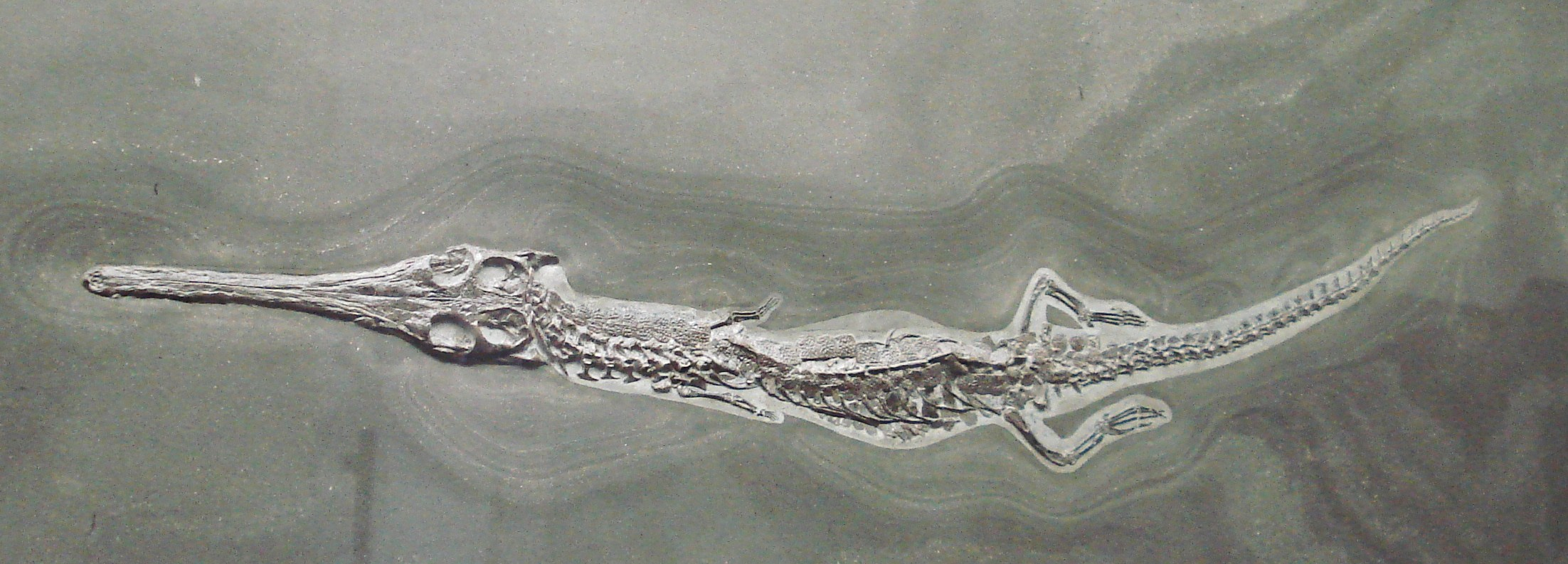
ペラゴサウルスの骨格標本
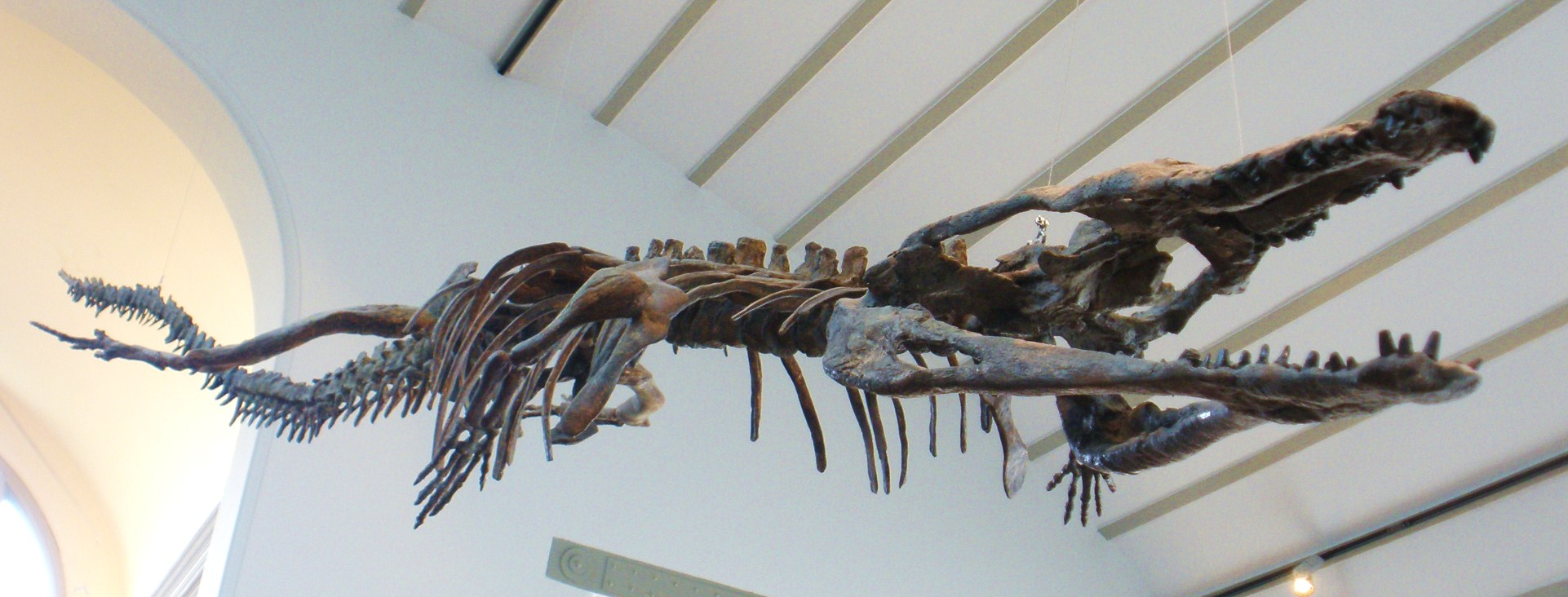
ベルギー王立自然史博物館に展示されているマキモサウルスの骨格
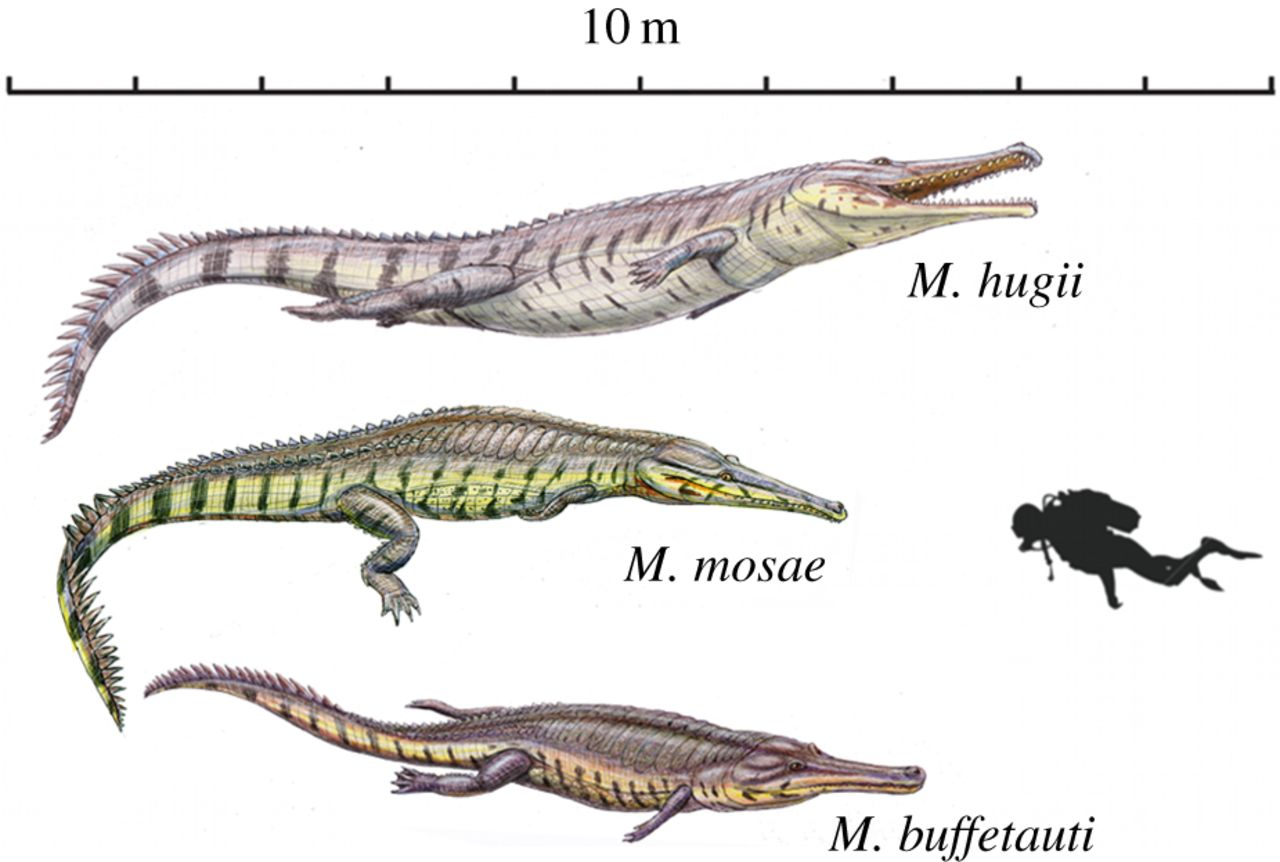
ヨーロッパに生息していたマキモサウルス属の復元図
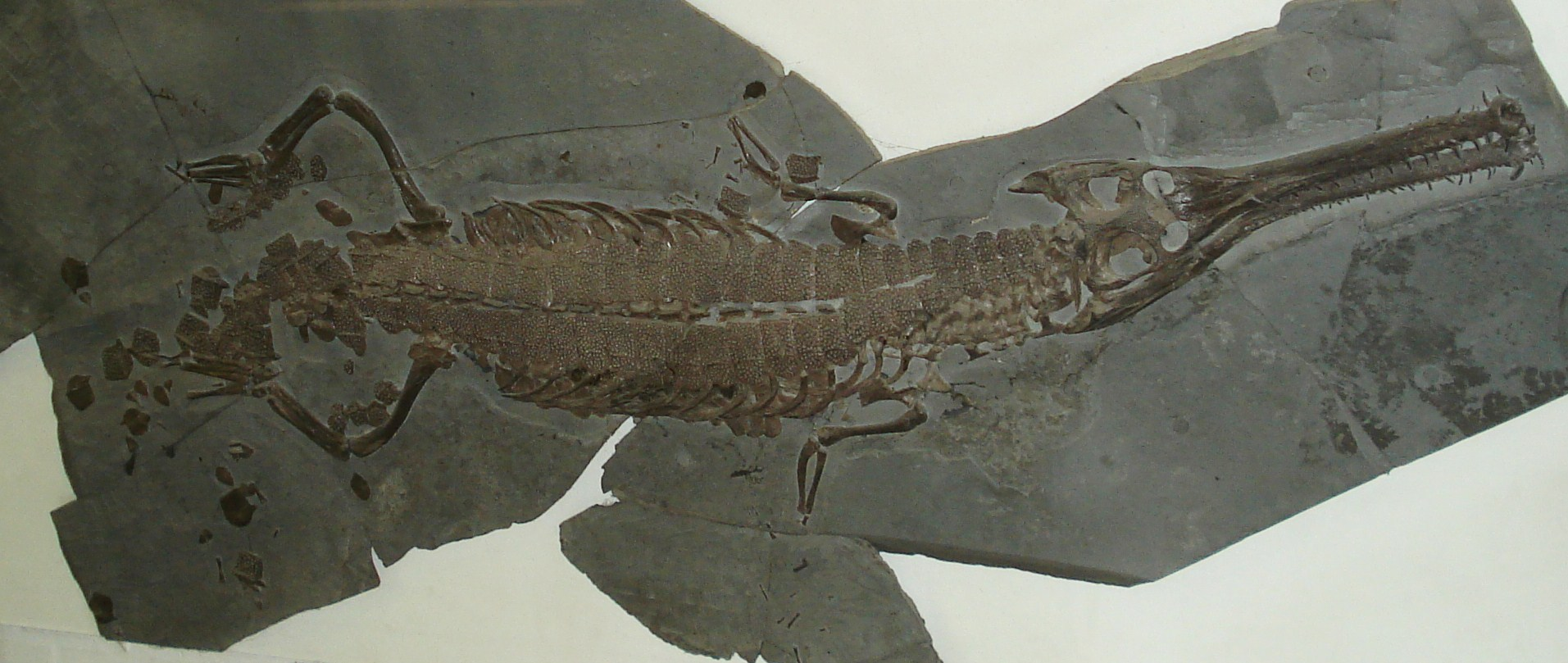
プラティスクスの骨格標本
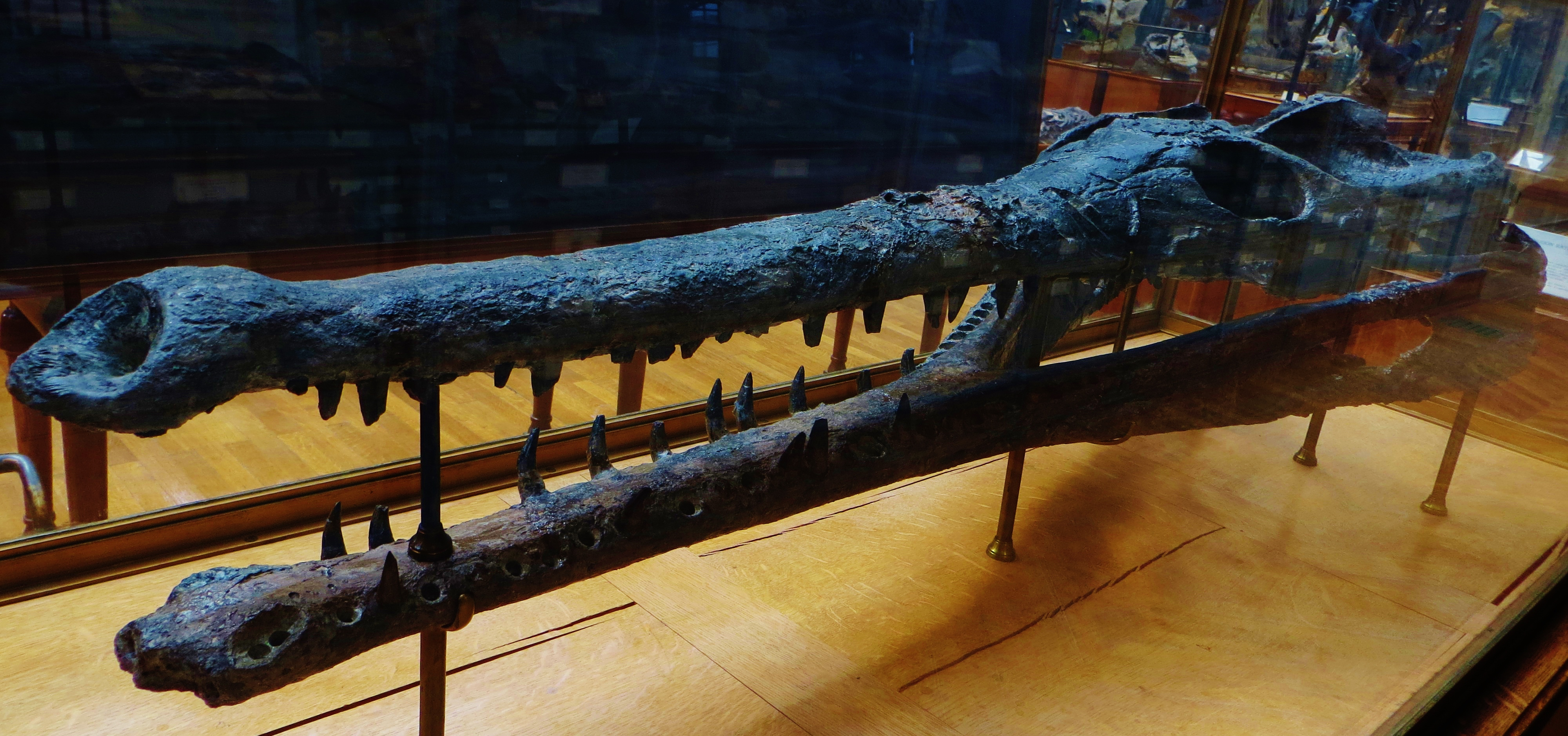
パリ自然史博物館で展示されているステネオサウルスの頭骨
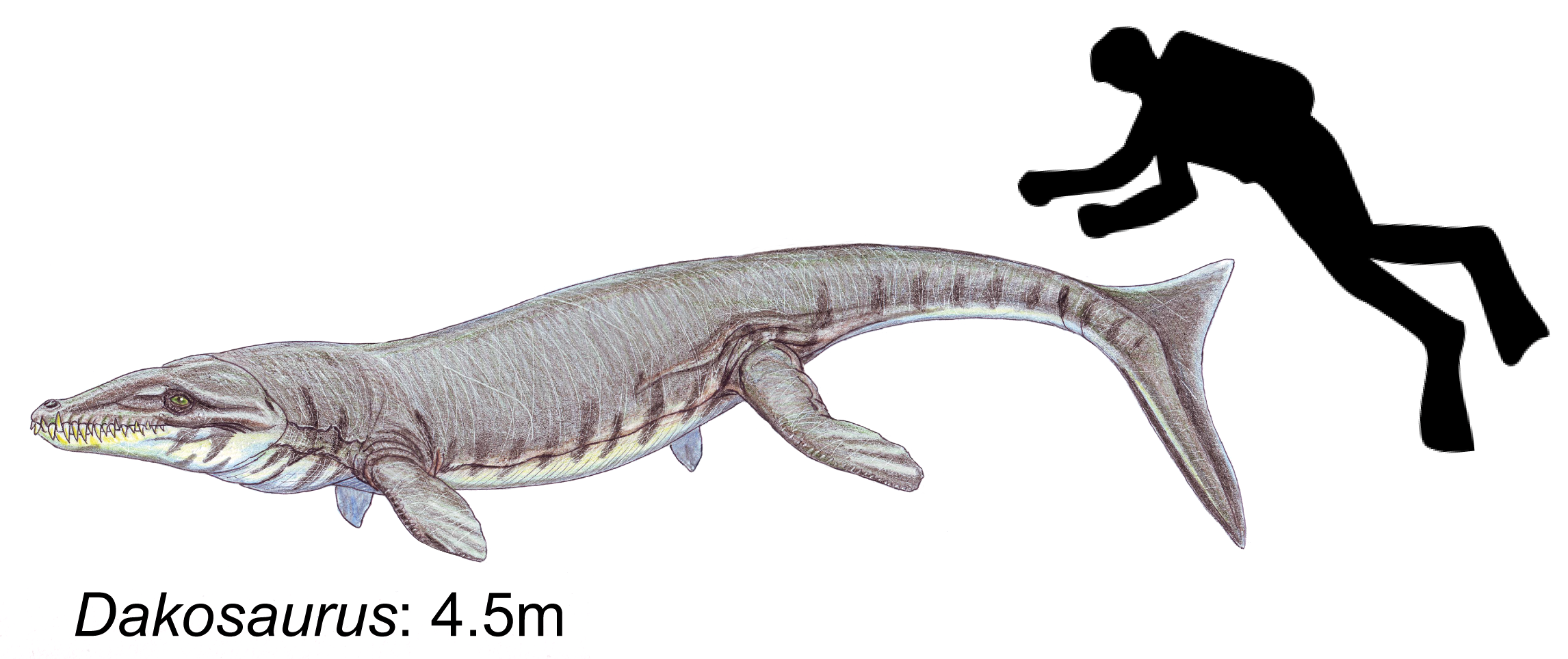
ダコサウルスの復元図
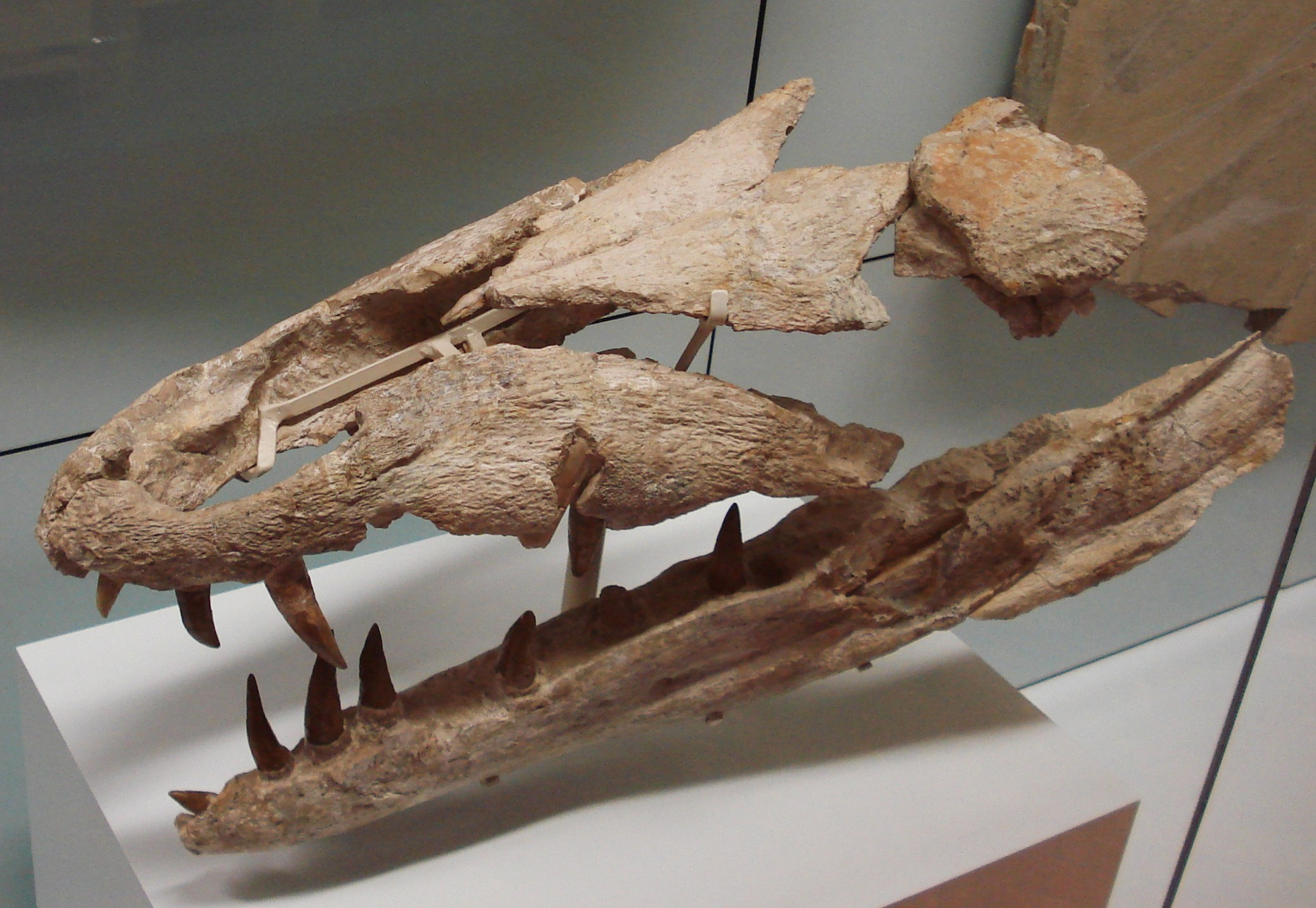
ダコサウルスの頭骨
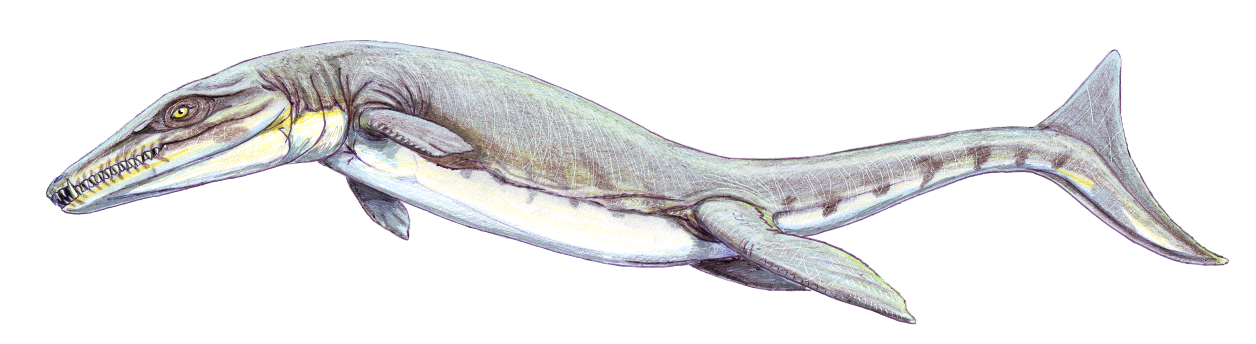
ゲオサウルスの復元図
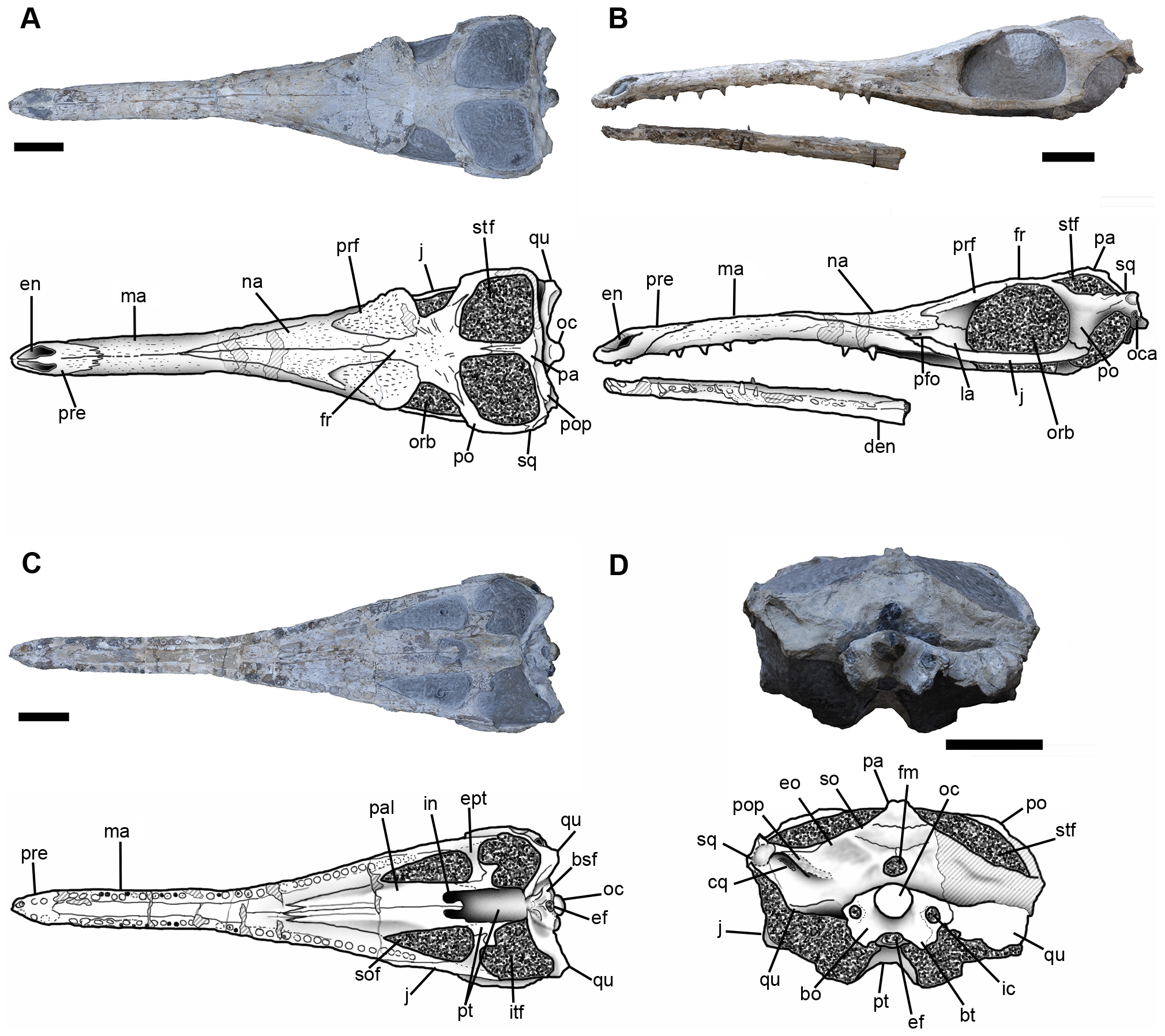
マレディクトスクスの模式標本の頭骨
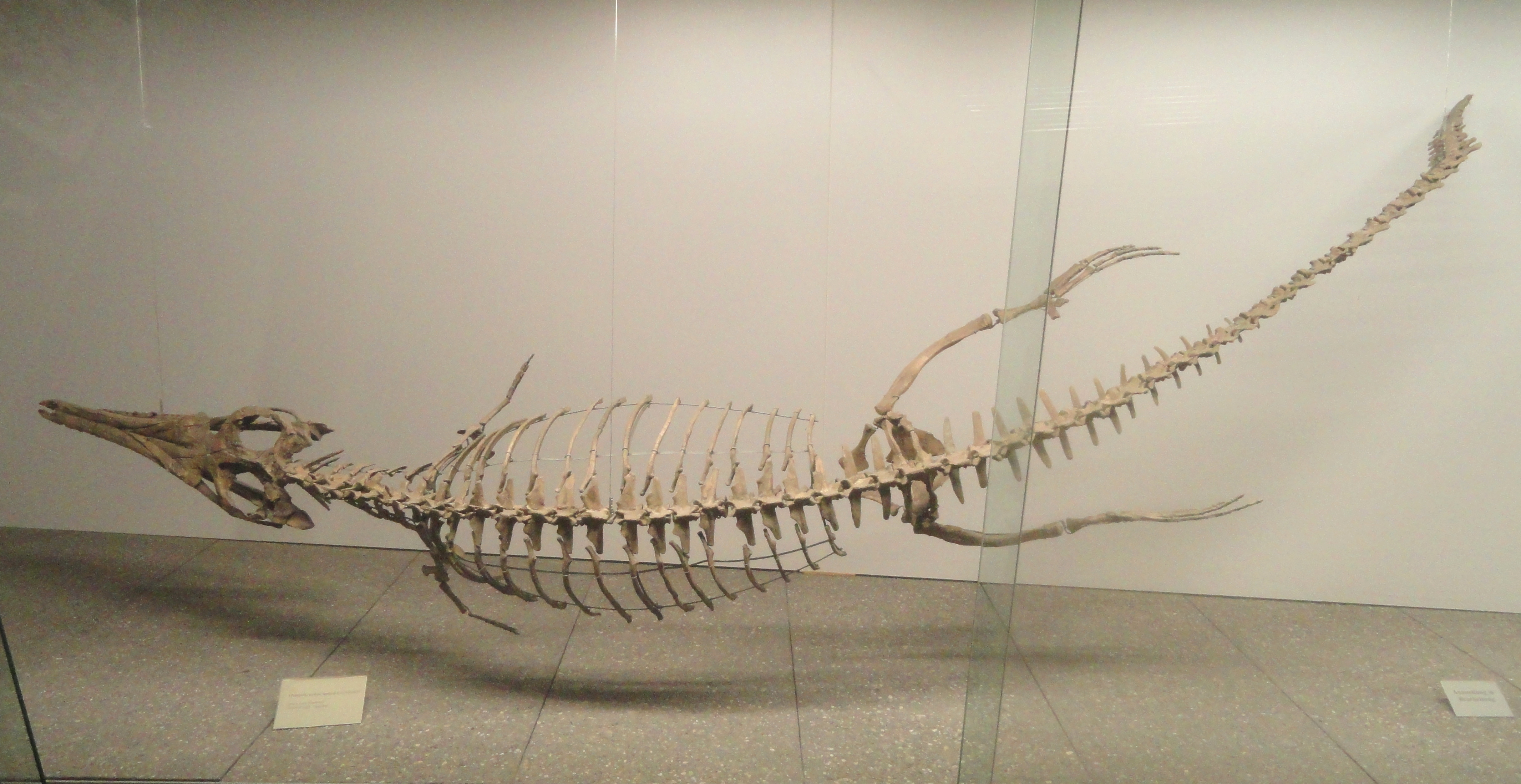
タラットスクス（以前メトリオリンクスの一種とされた）の骨格標本
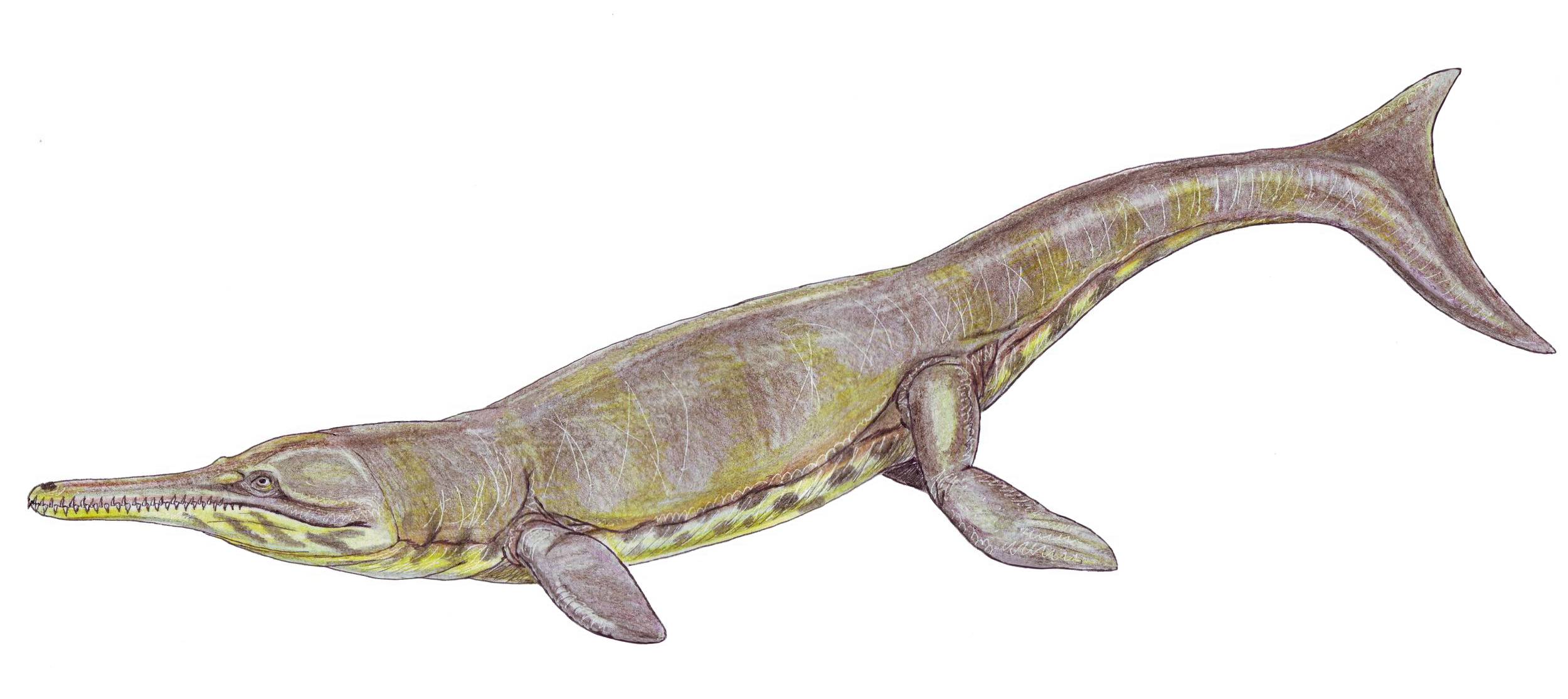
タラットスクスの復元図
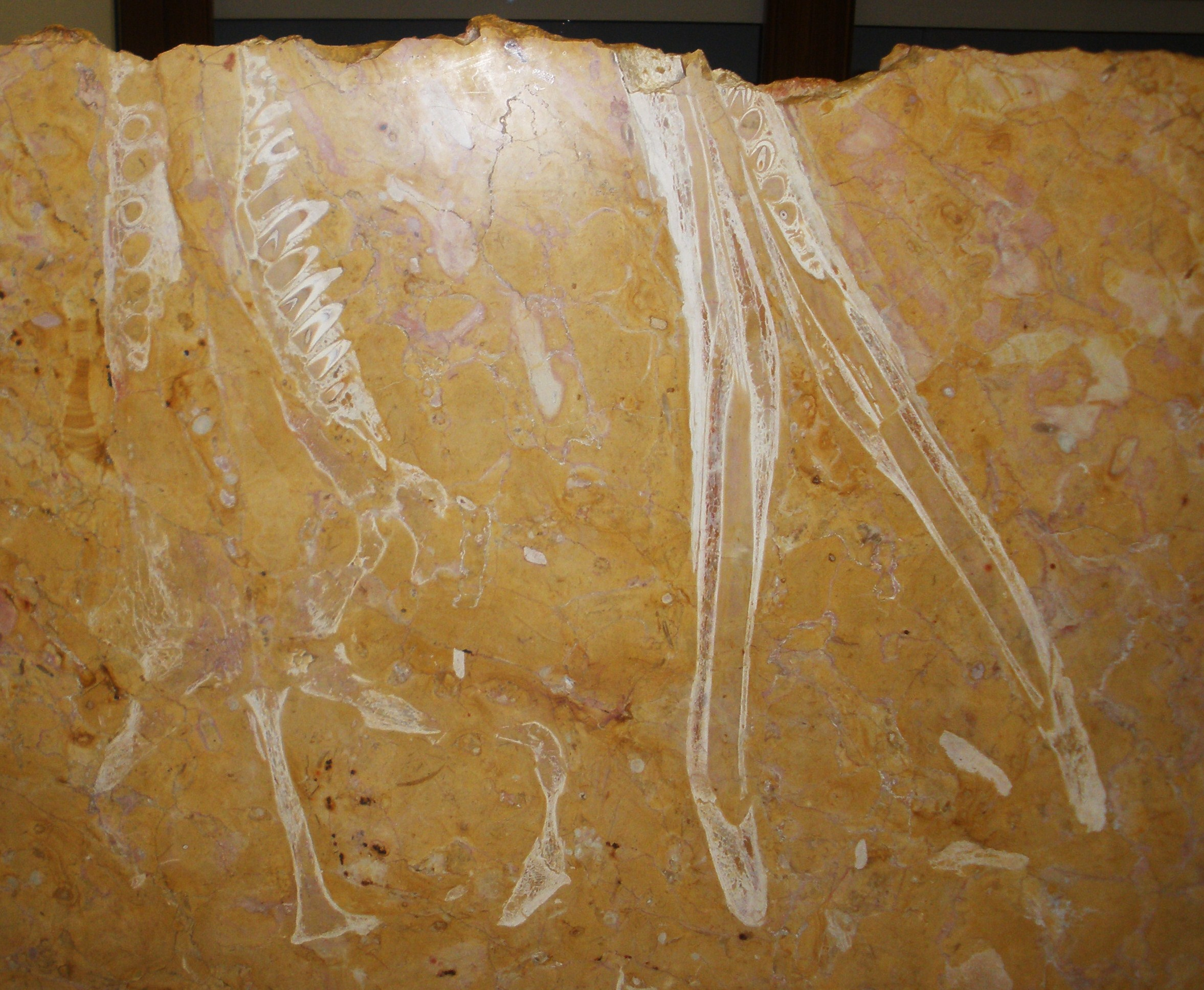
ネプトゥニドラコの模式標本。石盤の上に白く見えるのが頭骨の断面。
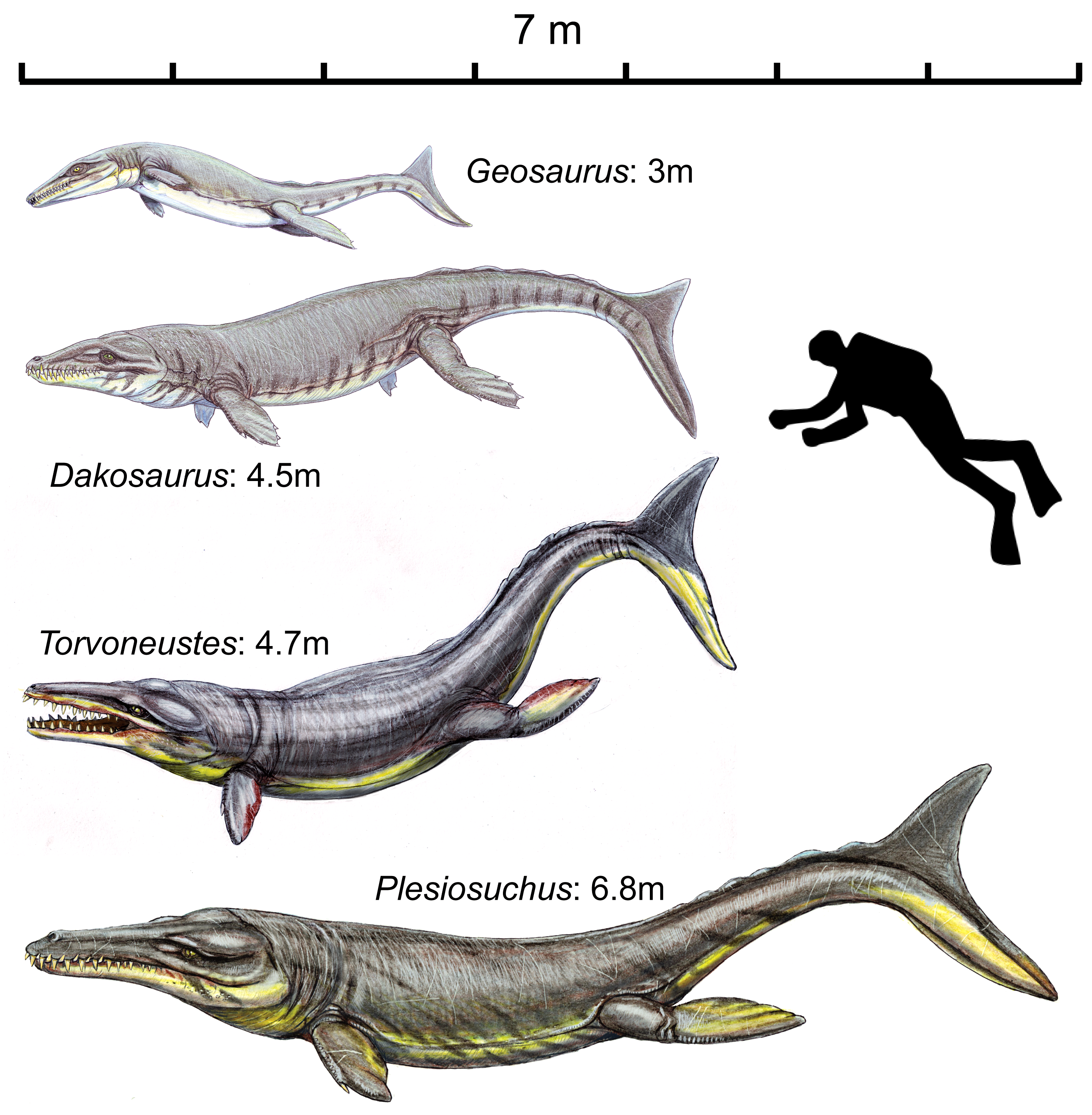
ゲオサウルス族の復元図。上からゲオサウルス、ダコサウルス、トルヴォネウステス、プレシオスクス。
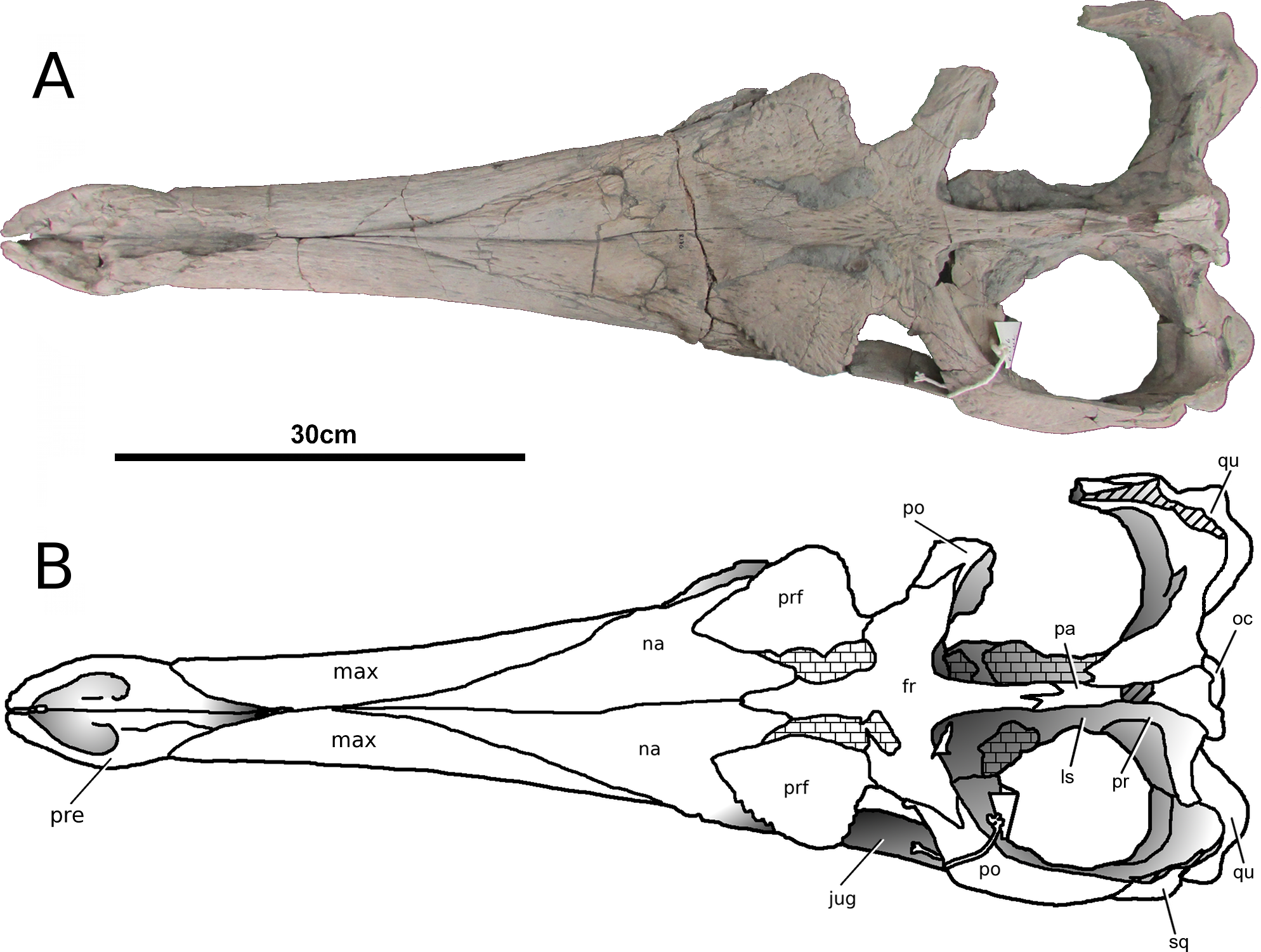
ティラノネウステスの頭骨